# Jan Henryk Dąbrowski
Jan Henryk Dąbrowski, ook bekend als Johann Heinrich Dombrowski (Duitsland) en Jean Henri Dombrowski (Frankrijk), (Pierzchów, 29 augustus 1755 - Winna Góra, 6 juni 1818) was een Pools generaal.

## Leven
Dąbrowski groeide op in Hoyerswerda als zoon van een Saksische kolonel. Hij ging in 1770 of 1771 het Saksische leger in en vocht mee in de Beierse Successieoorlog (1778-1779). Van 1789 tot 1791 was hij adjudant van Frederik August I van Saksen.
In 1791 sloot Dąbrowski zich aan bij het Poolse leger en vocht daarin mee in de Pools-Russische Oorlog van 1792. Hij nam deel aan de Conferentie van Targowica in 1792. In 1793 werd hij bevorderd tot brigadegeneraal. Tijdens de door Tadeusz Kościuszko geleide Opstand van Kościuszko, gericht tegen de Tweede Poolse Deling, koos Dąbrowski partij voor de vrijheidsstrijders en verdedigde in die rol onder andere Warschau in 1794 tegen een Russische invasie. Hij werd door Kościuszko bevorderd tot generaal.

### In dienst van Napoleon
Toen de Poolse Deling niet voorkomen kon worden en een zelfstandig Polen van de kaart verdween, bleef Dąbrowski in bezet Warschau en probeerde hij Pruisen te verleiden tot een Pruisisch-Poolse alliantie tegen Rusland en Oostenrijk. Dit mislukte, en Dąbrowski week in 1796 uit naar Frankrijk. Op 7 januari 1797 tekende hij een overeenkomst waarmee Poolse troepen werden geïntegreerd in het leger van Lombardije, waarmee hij aan Napoleon Bonapartes zijde in Italië vocht. Hiermee hoopte hij Napoleon te overtuigen voor een onafhankelijk Polen te kiezen. Dit semi-autonome Poolse leger gaf de bezette Polen zoveel moed, dat het lied dat hierover geschreven werd, Mazurek Dąbrowskiego, het volkslied werd van Polen.
Onder leiding van Dąbrowski namen de Poolse strijdkrachten deel aan de verovering van Rome op 3 mei 1798 en de inname van Napels in 1799. In datzelfde jaar werd hij op 20 juni bij de Slag bij Trebia getroffen door een kogel in zijn borst, maar doordat de kogel bleef steken in het door Friedrich von Schiller geschreven boek Geschichte des dreißigjährigen Krieges (Geschiedenis van de Dertigjarige Oorlog), overleefde hij het. In gevechten gedurende de Tweede Coalitieoorlog had hij in 1799-1800 minder geluk en was hij door een wond enige tijd niet inzetbaar op het slagveld.
Na de Slag bij Marengo, die minder goed voor Napoleon afliep dan gehoopt, kreeg Dąbrowski de opdracht twee nieuwe Poolse legioenen te stichten, waarmee hij op 13 januari 1801 Casa Bianca bij Peschiera del Garda binnenviel. Hierna maakte hij deel uit van het leger dat het opnam tegen Pruisen en zorgde hij ervoor dat op 1 november 1806 een opstand ontstond in Polen. De hierop volgende Vierde Coalitieoorlog had het Hertogdom Warschau tot resultaat. In de Vijfde Coalitieoorlog verdedigde Dąbrowski Polen onder bevel van prins Józef Poniatowski tegen de Oostenrijkers. Na de Slag bij Raszyn sloot Dąbrowski zich aan bij het leger van het Hertogdom.
Tijdens de Veldtocht van Napoleon naar Rusland in 1812 voerde Dąbrowski de zeventiende divisie van het vijfde legerkorps van de Grande Armée aan. Gedurende de terugtocht van deze veldtocht vocht hij voor het laatst in de Slag bij Leipzig.

### Na Napoleon
Na de nederlaag van Napoleon werd op het Congres van Wenen besloten dat het Hertogdom Polen zou worden ondergebracht in het Congres-Polen, behorend bij Rusland. In dit nieuwe Congres-Polen werd Dąbrowski in 1815 generaal van de cavalerie en senator-voivode. In 1816 stopte hij om gezondheidsredenen. Hij trok zich terug op zijn landgoed in Winna Góra, waar hij op 6 juni 1818 overleed.

## Vereringen
- Dąbrowski werd in zijn leven onderscheiden met onder andere de Virtuti Militari, de Poolse Orde van de Witte Adelaar, het Franse Legioen van Eer, de Italiaanse Orde van de IJzeren Kroon, de Russische Orde van Sint-Vladimir en de Orde van Sint-Anna.
- Het volkslied van Polen, Mazurek Dąbrowskiego, is een ode aan Dąbrowski.
- Dąbrowski's naam is een van de 660 ingegraveerden in de Arc de Triomphe.